# سپرزداروی گیسو
سپرزداروی گیسو (نام علمی: Asplenium trichomanes) نام یک گونه از سرده سپرزدارو است.